# 'Ndrina Comberiati
I Comberiati sono una 'ndrina originaria di Petilia Policastro, chiamata anche Comberiati-Garofalo-Cosco.
Sarebbero alleati dei Coco-Trovato e insieme alla famiglia Carvelli avrebbero controllato alcuni quartieri di Milano in particolare quello di Quarto Oggiaro.

## Storia
Negli anni 80 la cosca di Petilia Policastro con l'aiuto del più noto boss Franco Coco Trovato venne fatta riconoscere al Santuario della Madonna di Polsi di San Luca.
Il 2 dicembre del 2007, vengono uccisi per un litigio Luigi Comberiati e Francesco Comberiati figli del capocosca Vincenzo Comberiati, due settimane dopo viene ucciso il presunto killer dei 2 fratelli.
Il 20 novembre del 2009, viene uccisa la testimone di giustizia Lea Garofalo dal suo ex compagno Carlo Cosco (affilliato alla cosca dei Comberiati) attirandola in un appartamento che si era fatto prestare proprio per quello scopo.

## Etimologia
Dovrebbe derivare dal verbo greco kombos, "legame" o "nodo", ossia "legato a qualcosa o qualcuno".

## Organizzazione
- Vincenzo Comberiati (11/04/1957), capobastone arrestato e condannato al 41bis[8].
- Salvatore Comberiati (05/11/1966), detto Tummulune, fratello del boss Vincenzo Comberiati.
- Pietro Comberiati (24/07/1980), figlio del boss Vincenzo Comberiati.